# 마카우 보스코 웨화 초등학교
마카우 보스코 웨화 초등학교(Macau Bosco 奧華小學)는 중화인민공화국 마카오 특별행정구의 로마 가톨릭 종파 사립 초등학교이다.

## 교내 연혁과 학교의 역사
청나라 시대 군주 도광제(道光帝) 치세 시절이었고 동시에 포르투갈 직할식민지 광둥성 마카오 총독 주둔 관련 외교기 시절이던 1841년 청나라 광둥성 포르투갈 직할식민지 마카오에서 첫 개교되어 그 이후 1999년 12월 20일을 기하여 마카오가 중공 대륙 본토에 귀속 반환 조치 처분된 현재에까지 이르고 있는데 이 학교야말로 마카오에서도 높고 깊은 역사를 자랑하는 그야말로 이 초등학교에서는 중국어, 대만어, 광둥어, 푸젠어, 영어, 스페인어, 포르투갈어 등 수개국어가 넘는 다국적 언어 수업으로 유명한 로마 가톨릭 계파 사립 국제 초등학교로도 이름이 높다.